# Roadblock: End of the Line
Roadblock: End of the Line was de tweede professioneel worstel-pay-per-view (PPV) en WWE Network evenement van Roadblock dat georganiseerd werd door WWE voor hun Raw brand. Het evenement vond plaats op 18 december 2016 in het PPG Paints Arena in Pittsburgh, Pennsylvania.

## Matches
| Nr. | Match                                                                           | Winnaar(s)            | Opmerkingen                                                                                 | Bron  |
| --- | ------------------------------------------------------------------------------- | --------------------- | ------------------------------------------------------------------------------------------- | ----- |
| 1p  | Rusev (met Lana) vs. Big Cass (with Enzo Amore)                                 | Rusev                 | Eén-op-één match.                                                                           | [ 2 ] |
| 2   | Cesaro & Sheamus vs. The New Day (Big E & Kofi Kingston) (c) (met Xavier Woods) | Cesaro & Sheamus (nc) | Tag Team match voor het WWE Raw Tag Team Championship.                                      | [ 2 ] |
| 3   | Sami Zayn vs. Braun Strowman                                                    | Sami Zayn             | Eén-op-één match met een tijds limiet van 10 minuten. Zayn won binnen 10 minuten.           | [ 2 ] |
| 4   | Seth Rollins vs. Chris Jericho                                                  | Seth Rollins          | Eén-op-één match.                                                                           | [ 2 ] |
| 5   | Rich Swann (c) vs. The Brian Kendrick vs. TJ Perkins                            | Rich Swann            | Triple Threat match voor het WWE Cruiserweight Championship.                                | [ 2 ] |
| 6   | Charlotte Flair vs. Sasha Banks (c)                                             | Charlotte Flair (nc)  | 30-minuten Iron Man match voor het WWE Raw Women's Championship. Flair won 3-2 in overtime. | [ 2 ] |
| 7   | Kevin Owens (c) vs. Roman Reigns                                                | Kevin Owens           | Eén-op-één match voor het WWE Universal Championship. Owens won door diskwalificatie.       | [ 2 ] |